# Accident d'un Boeing 707 de Dan-Air
 (décembre 2024).
L'accident d'un Boeing 707 de Dan-Air s'est produit le 14 mai 1977, lorsqu'un Boeing 707 cargo, exploité par Dan-Air (en), pour le compte d'IAS Cargo Airlines (en), et sous-traité par Zambia Airways pour exploiter un vol international régulier entre Londres, au Royaume-Uni, et Lusaka, en Zambie, avec des escales prévue à Athènes et Nairobi, s'est écrasé lors de la phase d'approche vers l'aéroport international de Lusaka. Les six occupants de l'appareil ont tous péri dans l'accident.

## Avion
L'appareil impliqué est un Boeing 707-321C, immatriculé G-BEBP, qui est entré en service pour la première fois avec Pan American World Airways (Pan Am) en 1963. 
C'est également le premier 707 convertible construit, avec une grande porte latérale à l'avant, située sur le côté gauche du fuselage, qui permet le transport de marchandises sur le pont principal lorsqu'il est configuré en avion cargo. 
Dan-Air (en) a acquis l'avion en 1976. C'est le quatrième 707 exploité par la compagnie britannique, ainsi que le deuxième exemplaire convertible en service pour cette compagnie. Au moment de l'accident, il totalise environ 47 000 heures de vol.

## Accident
Il s'agit d'un vol en trois parties, d'abord en provenance de l'aéroport de Londres-Heathrow à destination de l'aéroport international d'Hellinikon , à Athènes, qui s'est déroulé sans incident; puis d'Athènes, il s'est ensuite rendu à l'aéroport international Jomo-Kenyatta, à Nairobi. Le départ de Nairobi pour l'aéroport international de Lusaka, lors de la dernière étape du vol, s'est produit comme prévu à 07h17, le 14 mai.
Le 707 a évolué au niveau de vol 310 (31000 pieds, soit 9448 m) pendant environ deux heures, après quoi il a été autorisé à descendre au niveau de vol 110 (11000 pieds, soit 3352 m). Le niveau de vol 110 a été atteint vers 09h23, puis l'autorisation a été accordée pour entamer la descente vers le niveau de vol 70 (7000 pieds, soit 2133 m). Juste avant 09h30, l'autorisation de descendre à 6 000 pieds (1 800 m) a été accordée, et quelques instants plus tard, l'avion a été autorisé à effectuer une approche à vue de la piste 10 de l'aéroport. 

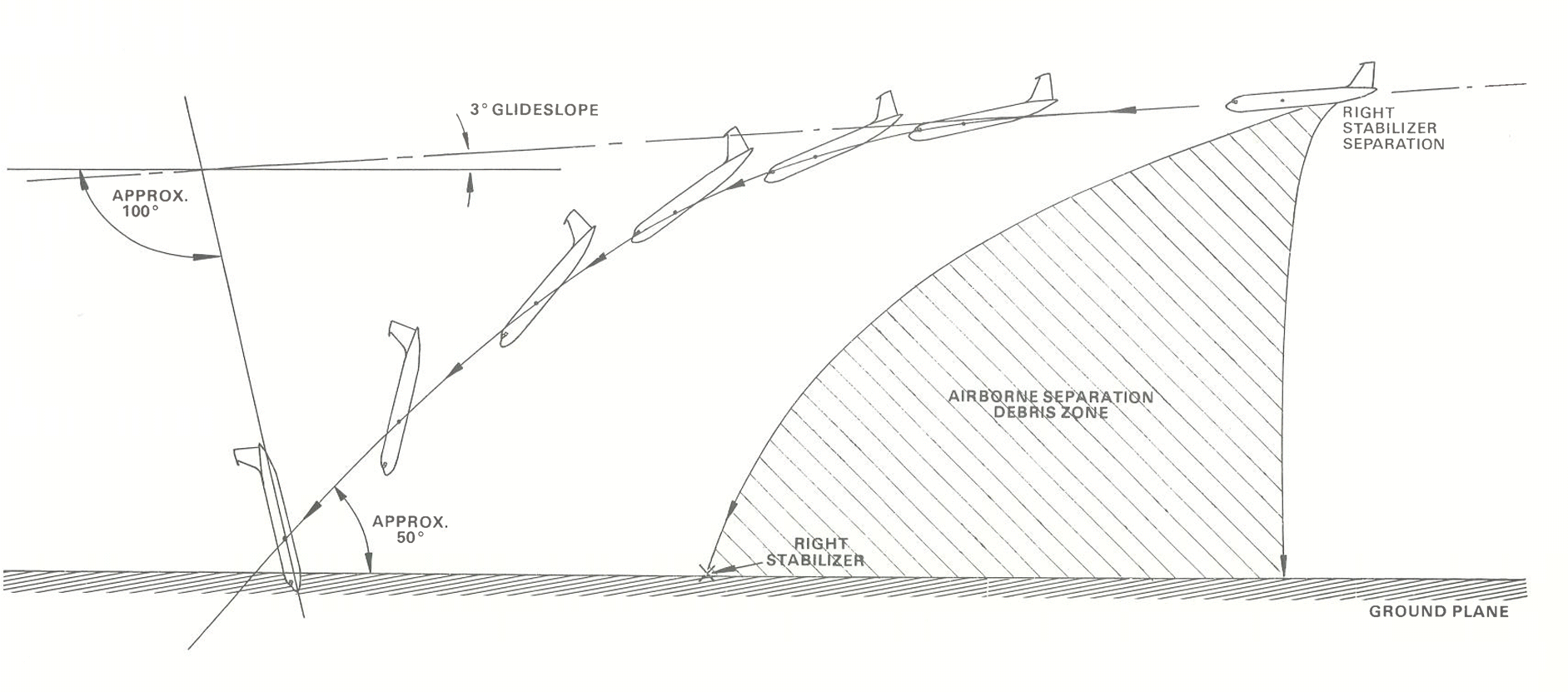
Schéma représentant le déroulement de l'accident.

Quelques minutes plus tard, des témoins au sol ont vu le stabilisateur horizontal droit et la gouverne de profondeur se détacher du fuselage de l'avion. Les pilotes a ensuite perdu le contrôle du tangage de l'appareil, qui est entré dans un plongeon en piqué, à une altitude d'environ 800 pieds (240 m) au dessus du sol, avant de percuté le sol à grande vitesse.
Il n'y a eu aucun survivant parmi les cinq membres d'équipage et l'unique passager présent à bord de l'avion. Le site du crash a été localisé à environ 3 660 m de la piste d'atterrissage.

## Enquête

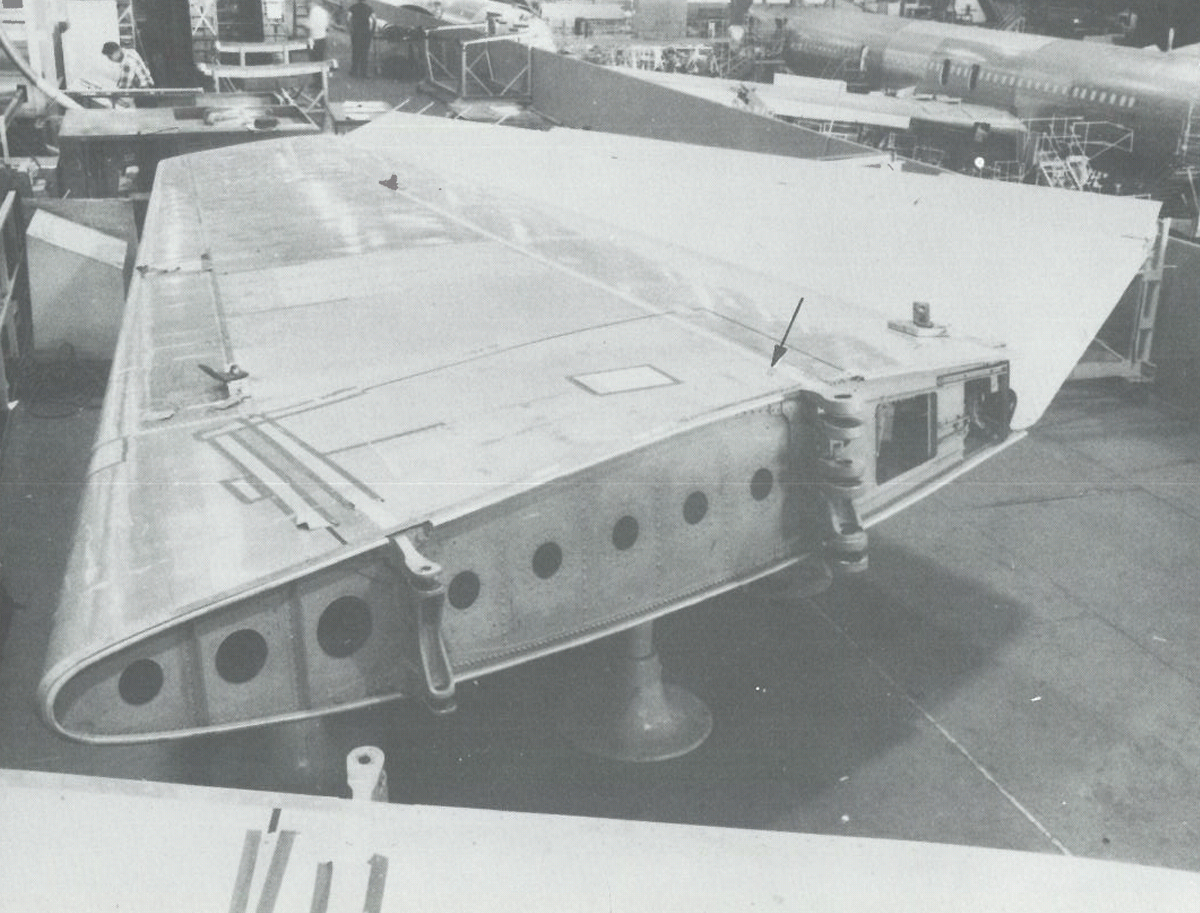
Le stabilisateur horizontal droit du Boeing 707 accidenté.

L'enquête révèle que cet accident a été causé par une perte de contrôle du tangage de l'appareil à la suite de la séparation en vol du stabilisateur horizontal droit et de la gouverne de profondeur, en raison d'une combinaison de fatigue du métal et d'une conception à sécurité intégrée inadéquate au niveau de la structure du longeron arrière du stabilisateur. 
Les lacunes dans l'évaluation de la conception du 707, ainsi que dans les procédures de certification et d'inspection de ce type d'avion ont été des facteurs contributifs à cet accident.